# Larry Gibson
Larry Gibson (Baltimora, 14 gennaio 1956) è un ex cestista statunitense, professionista in Spagna.

## Carriera
Venne selezionato dai Milwaukee Bucks al terzo giro del Draft NBA 1979 (52ª scelta assoluta).

## Palmarès
- Campionato olandese: 2

EBBC Den Bosch: 1983-84, 1984-85